# 하라구치 가즈히로
하라구치 가즈히로(일본어: 原口 一博 하라구치 카즈히로[*], 1959년 7월 2일 ~)는 일본의 정치인으로, 입헌민주당 소속의 중의원 의원이다. 현재 입헌민주당 부대표를 맡고 있다. 이전에 사가현 의회 의원을 지냈으며, 간 내각의 총무대신으로도 있었다. 선거구는 사가현 제1구이다.

## 생애

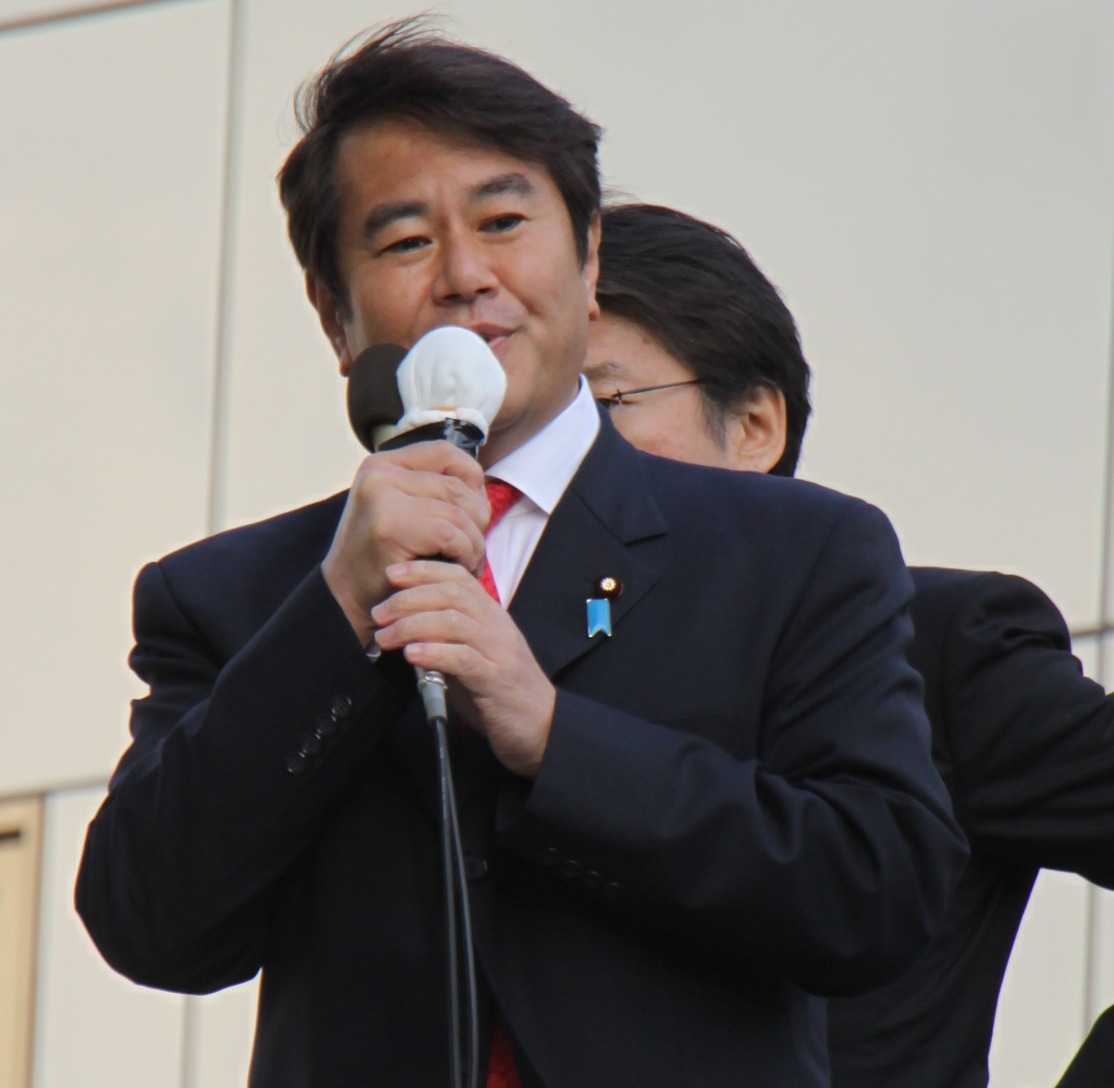
2009년 모습

사가현의 사가시 출신으로, 도쿄 대학 문학부 심리학 학과를 졸업하였다. 졸업 후, 마쓰시타 정경숙 (松下政経塾) 을 거쳐 1987년, 사가 현 의회 의원으로 당선되었으며, 이후에도 한 번 더 당선되었다. 사가 현 의회 의원 두 번째 임기 중이었던 1993년, 제39회 중의원 의원 총선거에 출마했으나 낙선하였다. 1994년 신생당 (新生党) 에 들어갔으며, 같은 해 말에 신진당(新進党) 결성에도 참여하였다. 1996년 제41회 중의원 의원 총선거에서 신진당 공인으로 출마해 첫 당선되었다.
2009년, 하토야마 유키오 내각의 총무 대신이 되었으며, 2010년 출범한 간 내각에서도 유임하였다.